# Гремящий (эсминец, 1959)
«Гремящий» — эскадренный миноносец проекта 57, построенный для Советского Военно-Морского Флота в конце 1950-х годах. Впоследствии был переклассифицирован в большой ракетный корабль (1966), в 1966—1968 годах модернизирован по проекту 57-А (коды НАТО — «Kanin»), а затем переклассифицирован с переводом из подкласса больших ракетных кораблей в подкласс больших противолодочных кораблей.

## История
17 декабря 1958 года ЭМ «Гремящий» был зачислен в списки кораблей ВМФ СССР, и 25 февраля 1958 года, под заводским номером 771, заложен на ленинградском заводе им. Жданова по проекту 57. Там же был достроен по проекту 57-Б (57-бис), и 30 апреля 1959 года спущен на воду. 
30 июня 1960 года «Гремящий» вступил в строй, и 19 декабря этого же года включён в состав Северного флота.
6 июля 1962 года в ходе учений Северного флота через 4 минуты после снятия с якоря в бухте Могильная на Кильдинском плесе в условиях тумана протаранил эсминец «Стремительный» проекта 30-бис, пробив 6 поясов бортовой обшивки, перебив кабельные трассы и противоминную обмотку (из-за чего возник пожар) погнув вал правой машины и полностью разрушив котёл № 4 с рядом вспомогательных механизмов. На «Стремительном» погиб 1 матрос. Виновными были признаны командир и штурман «Гремящего», а также находившийся на его борту командир 120-й бригады ракетных кораблей; все трое сняты с должности; в действиях командира и команды «Стремительного» вины не обнаружено. 
В период с 1966 года по 29 января 1968 года на ССЗ им. Жданова ЭМ «Гремящий» был модернизирован по проекту 57-А, в результате чего, 20 января 1969 года был переклассифицирован в Большой противолодочный корабль (БПК).
В мае (с 14 по 27) 1970 года БПК «Гремящий» осуществил визит на Кубу, в 1971 году — визиты в Норвегию, Голландию. В том же году, находясь в зоне военных действия, выполнял боевые задачи по оказанию помощи вооружённым силам Египта.
7 июля 1987 года БПК «Гремящий» был выведен из боевого состава, разоружён и переклассифицирован в опытовое судно (ОС). С 25 августа 1988 года «Гремящий» был переименован в ОС-315.
2 октября 1991 года бывший «Гремящий» был исключён из списков судов ВМФ в связи с передачей в ОФИ для демонтажа и реализации. В 1994 году он был продан частной индийской фирме для разделки на металл.

## Интересные факты
- В период своей военной службы БПК «Гремящий» ходил под гвардейским Военно-морским флагом, унаследованным от одноименного эсминца проекта 7.

- с 15 июня 1981 года по 06 марта 1982 года большой противолодочный корабль «Гремящий» нёс боевую службу в районе Западной Африки, Северной и Центральной Атлантики с заходами в порт Конакри (Гвинея), порт Бисау (Гвинея-Бисау), порт Луанда, порт Моссамедиш (Ангола), порт Ломе (Республика Того), порт Аккра (Республика Гана)

В период несения боевой службы в районе западной Африки со 2-го августа по 30 августа 1981 года гвардейский БПК «Гремящий» совместно с СКР «Ревностный» участвовал в боевых действиях по обороне главного южного порта Анголы Мосамедиш от ударов авиации ЮАР, тем самым было успешно выполнено задание партии и Советского правительства по оказанию поддержки просоветскому режиму МПЛА — Партия труда.